# Cabas-Loumassès
Cabas-Loumassès – miejscowość i gmina we Francji, w regionie Oksytania, w departamencie Gers.
Według danych na rok 1990 gminę zamieszkiwało 56 osób, a gęstość zaludnienia wynosiła 14 osób/km² (wśród 3020 gmin regionu Midi-Pireneje Cabas-Loumassès plasuje się na 1007. miejscu pod względem liczby ludności, natomiast pod względem powierzchni na miejscu 1573.).